# Малеев, Юрий Николаевич
Юрий Николаевич Малеев (11 июня 1938, Петергоф, Ленинград — 3 декабря 2017, Москва) — советский и российский юрист, учёный в области международного права и режима воздушного пространства, доктор юридических наук (1986), профессор на кафедре международного права РУДН (1993—1995).

## Биография
Юрий Малеев родился 11 июня 1938 года в городе Петродворец (Ленинградская область); в 1966 году он стал выпускником факультета международных отношений Московского государственного института международных отношений (МГИМО) МИД СССР. Затем, в период с 1969 по 1972 год, он обучался в аспирантуре, действовавшей при Институте государства и права (ИГП) АН СССР. В 1973 году он защитил в ИГП кандидатскую диссертацию на тему «Международно-правовые аспекты борьбы с незаконным захватом воздушных судов» (кандидат юридических наук).
После окончания аспирантуры Малеев начал работать в Государственном научно-исследовательском институте гражданской авиации (ГосНИИ ГА). В период работы в ГосНИИ ГА, в 1986 году, он защитил в ИГП докторскую диссертацию по теме «Международно-правовые проблемы режима воздушного пространства» (доктор юридических наук). Годом ранее вышла его монография «Международное воздушное право», переведённая на немецкий язык три года спустя. В 1989 году начал преподавать на кафедре международного права МГИМО в должности доцента.
В следующем году Малеев перешёл в Университет дружбы народов имени Патриса Лумумбы (РУДН), где был избран профессором на кафедре международного права юридического факультета. Вёл в РУДН курс лекций по международному праву, а также специальные курсы по праву международных организаций и проблемам международного воздушного права. В период распада СССР, в декабре 1990 года, Малеев учредил «Независимый институт воздушного права Малеева» и стал президентом нового института. Был избран президентом Исполнительного комитета Международной конференции «Небо сотрудничества» и почётным академиком Академии воздушного и космического права Перу.
В 1979 году Малеев участвовал в работе Комитета ООН по мирному использованию космического пространства; в том же году он возглавлял делегацию СССР на VI Латиноамериканском конгрессе по воздушному праву. Трижды участвовал в сессиях ассамблеи, юридического комитета и иных органов Международной организации гражданской авиации (ИКАО) — в 1980, 1984 и 1985 годах. В сентябре 1995 года занял пост профессора на кафедры международного права МГИМО МИД РФ: 18 апреля 2001 года ему было присвоено звание профессора МГИМО. Состоял членом ученого совета Московского государственного открытого университета (МГОУ) и работал учёным секретарём в Российском общественном институте избирательного права (РОИИП). 
Юрий Николаевич Малеев умер 3 декабря 2017 года.